# Детский лепет (альбом)
| Оценки критиков | Оценки критиков |
| Источник        | Оценка          |
| --------------- | --------------- |
| Живой звук      | [ 1 ]           |

Детский лепет — второй альбом рок-группы «Ночные Снайперы». Альбом сведен в августе 1999 года тиражом 100 экз. В 2000 году переиздан лейблом «Manchester Files».
В альбом вошли домашние и студийные композиции группы, написанные в период с 1989 по 1995 годы.

## Список композиций
1. Солнце
2. Ветер и ночь
3. Париж
4. Стерх и лебедь
5. Вечер в Крыму
6. Чёрно-белый король
7. Птицы
8. Свобода
9. Рубеж
10. Лето
11. Весна
12. Тоска
13. Дождь
14. Ты уйдёшь
15. Концерт
16. Сохрани мою тень
17. Когда устанешь
18. Белые люди
19. Your desire

## Участник записи
- Диана Арбенина — вокал, гитара, музыка, тексты
- Светлана Сурганова — вокал, гитара, скрипка, музыка, тексты
- Иван Иволга — гитара (14, 18), бас-гитара (18)[2]